# 野沢那智のさわやかカーライフ
野沢那智のさわやかカーライフ（のざわなちのさわやかカーライフ）は、かつて放送されていたラジオ番組（ミニ番組・帯番組）である。放送番組センター配給。
パーソナリティは野沢那智が担当し、車に関してのおしゃべりとクラシック曲をベースに展開していく番組。

## 放送局
- 西日本放送 - 月曜から金曜までの当初は17:40から17:45まで（晩年は[要追加記述]18:00から18:05まで）
スポンサーは「香川ロータスグループ」。
2007年10月より復活、月曜から金曜までの18:20から18:30まで。最終回まで放送されていた。
- ラジオ関西 - 月曜から金曜までの16:55から17:00まで。
- 北海道放送
- 青森放送
「野沢那智のさわやかコロナ」と改題。スポンサーは「青森トヨペット」。
オープニングは野沢那智による別録りの「チェックOK! チューニングOK! 君もベストドライバー。野沢那智のさわやかコロナ」に差換え。
- 秋田放送
- 山陰放送
- 大分放送 - 月曜から金曜までの16:55から17:00、2006年9月まで。
- 京都放送

## 番組のキャッチフレーズ
- オープニング - 「チェックOK! チューニングOK! 君もベストドライバー。野沢那智のさわやかカーライフ!」
- エンディング - 「さわやかドライバーのさわやかドライブ。パートナーは野沢那智でした。ではまた!」もしくは「お届けした音楽とドライブメモのミニパック。パートナーは野沢那智でした。ではまた!」